# Djenebou Sissoko
Djenebou Sissoko (* 27. Juni 1979 in San) ist eine ehemalige malische Basketballspielerin. Sie war Mitglied der Nationalmannschaft bei den Olympischen Sommerspielen 2008 in Peking.

## Leben
Sie wurde in San, einer Stadt 450 Kilometer von Bamako entfernt, in eine sportliche Familie mit 19 Kindern geboren, von denen sie das 17. ist. Neben Fußball begann sie mit 14 Jahren mit Basketball. Mit 16 Jahren spielte sie für den Verein Djoliba AC in Bamako und lebte dort von 1998 bis 2002. Sie verbrachte außerdem sechs Jahre in den Vereinigten Staaten., (unter anderem an der Union University in der National Association of Intercollegiate Athletics (NAIA), Tennessee).
Sie ging nach Polen (Pruskau, Posen) und dann in die Schweiz zu Sdent Helios Basket in Vétroz, wo sie half den Finaltitel bei der Schweizer Meisterschaft zu erringen. In der Saison 2011/12 spielte sie in Polen, zunächst bei MKS Tęcza Leszno (12,3 Punkte und 8,6 Rebounds in sieben Spielen), dann bei Artego Bydgoszcz ab Januar 2012 (15,3 points, 8,8 Rebounds in 21 Spielen), bevor sie in Belgien bei Belfius Namur unterschrieb. Im Eurocoupe trug sie 12,2 Punkte und 10,8 Rebounds bei. Mit ihr und Julie Wojta gewann Namur seinen 15. belgischen Meistertitel (19,2 Punkte und 11,8 Rebounds), und anschließend den belgischen Pokal, bei dem sie als Most Valuable Player des Finales bezeichnet wurde.

## Nationalmannschaft
Als malische Nationalspielerin nahm sie an den Olympischen Spielen 2008 teil und erzielte in fünf Spielen 34 Punkte und 22 Rebounds. Das Team kam auf Rang 12.
2011 war sie eine der Schlüsselspielerinnen Malis und belegte bei der Afrikameisterschaft den dritten Platz mit 16,4 Punkten (beste Werferin des Turniers) und 6,9 Rebounds. Sie nahm an der Weltmeisterschaft 2010 in Tschechien teil (10,2 Punkte).